# フィレセ城

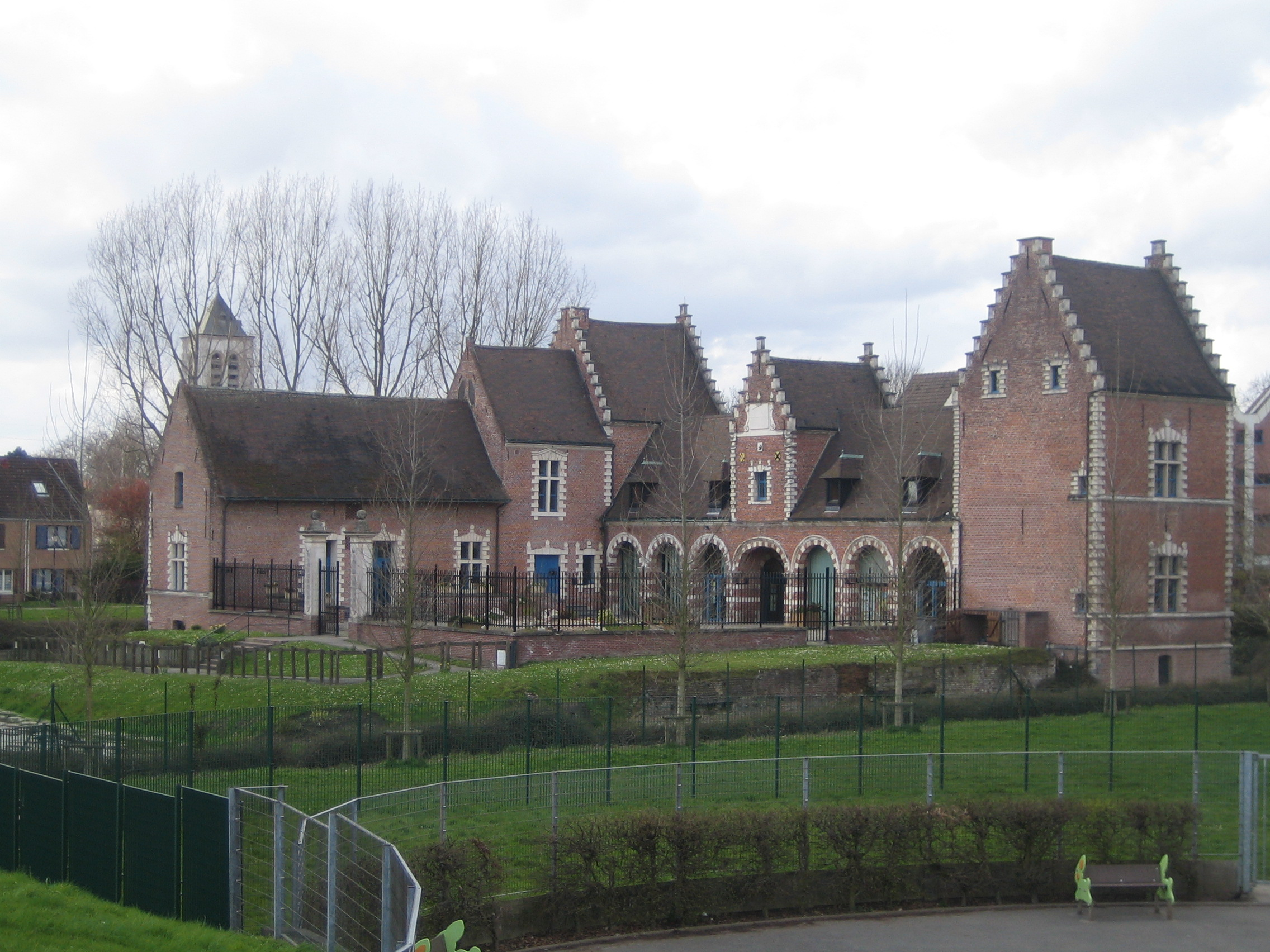
フィレセ城

フィレセ城（フィレセじょう）は、フランスのヴィルヌーヴ＝ダスクにある城である。
1661年に建設された煉瓦造りの城で、現在は博物館となっている。